# Pierre Baillot
Pierre Marie François de Sales Baillot (Passy, 1 de octubre de 1771-París, 15 de septiembre de 1842) fue un violinista y compositor francés.

## Estudios
Estudió violín con Giovanni Battista Viotti. Luego fue profesor de violín en el Conservatorio de París, donde tuvo como destacado alumno a Jacques Féréol Mazas. Junto con Pierre Rode (también alumno de Viotti) y Rodolphe Kreutzer escribieron el método oficial de violín del conservatorio (publicado a inicios de los años 1800). 

## Obras
Años más tarde, Baillot fue el autor de un importante tratado, L'art du violon (1834). Fue director musical en la Ópera de París, dio recitales como solista y fue un notable intérprete de música de cámara.